# Le Mystère de la pyramide
Pour les articles homonymes, voir The Tomb (film).
Pour plus de détails, voir Fiche technique et Distribution.
Le Mystère de la pyramide (The Tomb) est un film d'horreur américain réalisé par Fred Olen Ray, sorti en 1986. Le film est vaguement basé sur le roman de Bram Stoker Le Joyau des sept étoiles (The Jewel of Seven Stars) de 1903.

## Synopsis
Le Dr Howard Phillips pille des tombes et revend les artefacts qu’il y trouve pour gagner sa vie. Il profane une tombe anonyme en Égypte, ce qui déplaît fortement à une femme immortelle, qui cherche à se venger du sacrilège.

## Fiche technique
- Titre français : Le Mystère de la pyramide
- Titre original : The Tomb

## Distribution
- Cameron Mitchell : le docteur Howard Phillips
- John Carradine : M. Andoheb
- Sybil Danning : Jade
- Michelle Bauer : Nefratis
- Kitten Natividad : Strip-teaseuse
- Michael Sonye : le serveur[1].

## Production
Le Mystère de la pyramide était un film à petit budget, estimé à 185 000 dollars américains. Le tournage a eu lieu au Iverson Ranch, 1 Iverson Lane, Chatsworth, à Los Angeles, Californie, aux États-Unis. Le film est sorti le 31 octobre 1986 aux États-Unis, son pays d’origine.

## Accueil critique
Le Mystère de la pyramide recueille un score d’audience de 15% sur Rotten Tomatoes.